# Danh sách nhân vật trong Hibike! Euphonium

Bìa tiểu thuyết tập đầu của Hibike! Euphonium

Dưới đây là danh sách tất cả nhân vật xuất hiện trong bộ tiểu thuyết Hibike! Euphonium ( 響け! ユーフォニアム) của tác giả Takeda Ayano. 

## Nhân vật

### Nhân vật chính
Kumiko Oumae (黄前 久美子 Ōmae Kumiko)
Lồng tiếng bởi: Tomoyo Kurosawa (tiếng Nhật), Courtney Shaw (Liz and the Blue Bird); Erica Mendez (Our Promise: A Brand New Day) (tiếng Việt)
Kumiko, một học sinh trung học năm nhất, là nhân vật chính của Hibike! Euphonium. Cô ấy nói tiếng Nhật chuẩn, mặc dù lớn lên ở Kansai. Cô ấy dễ bị lung lay bởi ý kiến của người khác và là một người thiếu quyết đoán. Cô ấy không thích tính cách của mình vì cô ấy không thể nói được ý kiến của mình cho người khác biết cũng như không có can đảm can thiệp vào các công việc xã hội. Cô ấy là một người chơi euphonium trong ban nhạc hòa nhạc. Cô sống gần chùa Byodoin với chị gái và cha mẹ của mình.
Reina Kousaka (高坂 麗奈 Kōsaka Reina)
Lồng tiếng bởi: Chika Anzai (tiếng Nhật), Cristina Vee (Liz and the Blue Bird); Laura Post (Our Promise: A Brand New Day) (tiếng Việt)
Reina là một nghệ sĩ thổi kèn xinh đẹp với mái tóc đen dài. Cô ấy là thành viên của câu lạc bộ ban nhạc hòa nhạc ở cùng trường trung học cơ sở với Kumiko. Cô ấy là một nghệ sĩ chơi kèn chuyên dụng và đến lớp học âm nhạc ngay cả khi không tham gia các hoạt động của câu lạc bộ. Mặc dù cô ấy có tính cách lịch sự, nhưng cô ấy không được người khác đánh giá tốt vì cô ấy thường có biểu hiện thái quá. Cô rất trân trọng chiếc kèn được bố mẹ tặng khi còn là học sinh trung học cơ sở. Cô có tình cảm với giáo viên Taki của mình.
Asuka Tanaka (田中 あすか Tanaka Asuka)
Lồng tiếng bởi: Minako Kotobuki (tiếng Nhật), Reba Buhr (Our Promise: A Brand New Day) (tiếng Việt)
Asuka là sinh viên năm ba và là phó chủ tịch câu lạc bộ ban nhạc hòa nhạc. Cô ấy chơi euphonium và chỉ huy phần bass. Bất cứ khi nào câu lạc bộ diễu hành, cô ấy chỉ huy ban nhạc với tư cách là người chơi trống. Cô ấy là một người đẹp tự nhiên với cặp kính và có một tính cách vui tươi. Tuy nhiên trong mùa thứ hai, điều này được tiết lộ chủ yếu là một mặt nạ để che giấu cảm xúc thật của cô với các bạn cùng lớp.
Noboru Taki (滝 昇 Taki Noboru)
Lồng tiếng bởi: Takahiro Sakurai (tiếng Nhật), Wayne Grayson (Liz and the Blue Bird); Robbie Daymond (Our Promise: A Brand New Day) (tiếng Việt)
Taki là giáo viên dạy nhạc mới của trường trung học Kitauji và là cố vấn cho câu lạc bộ ban nhạc hòa nhạc. Anh cũng phụ trách lớp 5 của các sinh viên năm thứ hai. Anh ấy lịch sự và có một tính cách có phương pháp. Anh nhấn mạnh sự độc lập ở các học sinh của mình, và vì mục tiêu này, anh thúc đẩy các em đạt được mục tiêu tham dự cuộc thi quốc gia.

### Học sinh năm nhất
Hazuki Katou (加藤 葉月 Katō Hazuki)
Lồng tiếng bởi: Ayaka Asai (tiếng Nhật), Alyson Leigh Rosenfeld (Liz and the Blue Bird); Jennifer Losi (Our Promise: A Brand New Day) (tiếng Việt)
Hazuki là một cô gái thân thiện và nói chuyện hồn nhiên. Cô ấy là bạn cùng lớp của Kumiko và da cô rám nắng vì cô ấy tham gia câu lạc bộ quần vợt khi còn là học sinh trung học cơ sở. Cô ấy là người mới bắt đầu học âm nhạc. Cô ấy ngưỡng mộ cây kèn và tham gia câu lạc bộ ban nhạc hòa nhạc, nhưng cuối cùng lại chơi tuba, mà cô ấy gọi là "Tubacabura" (チューバカブラ Chūbakabura, a portmanteau of the Japanese transliterations of tuba as chūba (チューバ) and chupacabra as chupakabura (チュパカブラ)). Cô ấy là một người có tâm trạng tươi sáng, vui vẻ và là kiểu người thích đứng ra hỗ trợ người khác.
Sapphire Kawashima (川島 緑輝 Kawashima Safaia) Midori (緑)
Lồng tiếng bởi: Moe Toyota (tiếng Nhật), Cassandra Lee Morris (Liz and the Blue Bird); Kayli Mills (Our Promise: A Brand New Day) (tiếng Việt)
Sapphire là một cô gái với mái tóc mềm mại và một hiến pháp tinh tế. Cô thường rụt rè do thiếu tự tin. Cô ấy xấu hổ vì tên của chính mình "Sapphire" (緑輝 Safaia, lit."green brilliancy") , vì vậy cô ấy bảo mọi người gọi cô ấy là "Midori". Cô ấy đến từ một trường trung học cơ sở tên Seijo (聖女) trong đó có một câu lạc bộ ban nhạc hòa nhạc cạnh tranh. Cô chơi âm trầm thẳng đứng mà cô quý mến gọi là "George" và âm trầm điện.
Shuuichi Tsukamoto (塚本 秀一 Tsukamoto Shūichi)
Lồng tiếng bởi: Haruki Ishiya (tiếng Nhật), Christian La Monte (Our Promise: A Brand New Day) (tiếng Việt)
Shuuichi là một học sinh trung học năm nhất. Anh ấy là bạn thời thơ ấu của Kumiko, và cả hai học cùng trường trung học cơ sở. Anh ấy và Kumiko không phải là bạn cùng lớp ở trường trung học vì họ đang học các khóa học khác nhau. Trước đây, họ đã có một sự thất bại, do Shuuichi đã nhận xét khinh suất về Kumiko khi họ học năm thứ ba trung học cơ sở. Anh ấy vốn là một người chơi kèn Pháp, nhưng anh ấy đã chơi trombone sau khi thắng một trò chơi oẳn tù tì.
Chikao Takigawa (瀧川 ちかお Takigawa Chikao)
Một sinh viên năm nhất và là bạn của Shuuichi. Anh ấy chơi kèn saxophone tenor.
Akiko Yoshizawa (吉沢 秋子 Yoshizawa Akiko)
Một sinh viên năm nhất chơi kèn.
Lala Hitomi (瞳 ララ Hitomi Rara)
Một sinh viên năm nhất chơi kèn Pháp.
Hiyoko Ueda (植田 日和子 Ueda Hiyoko)
Một sinh viên năm nhất chơi kèn clarinet.

### Học sinh năm hai
Natsuki Nakagawa (中川 夏紀 Nakagawa Natsuki)
Lồng tiếng bởi: Konomi Fujimura (tiếng Nhật), Sarah Anne Williams (tiếng Việt)
Natsuki là một sinh viên năm hai chơi euphonium. Cô ấy lười biếng và hay ngủ nướng, nhưng cô ấy làm việc chăm chỉ khi có điều gì đó thúc đẩy cô ấy. Cô trở thành phó chủ tịch ban nhạc vào năm thứ ba.
Yuuko Yoshikawa (吉川 優子 Yoshikawa Yūko)
Lồng tiếng bởi: Yuri Yamaoka (tiếng Nhật), Megan Harvey (tiếng Việt)
Yuuko là một sinh viên năm thứ hai chơi kèn. Cô ấy yêu Kaori và có một tình bạn thân thiết với Natsuki. Cô ấy trở thành chủ tịch ban nhạc vào năm thứ ba của mình.
Mizore Yoroizuka (鎧塚 みぞれ Yoroizuka Mizore)
Lồng tiếng bởi: Atsumi Tanezaki (tiếng Nhật), Laurie Hymes (Liz and the Blue Bird) (tiếng Việt)
Mizore là một sinh viên năm hai trầm tính, chơi oboe. Cô ấy là bạn với Nozomi ở trường cấp hai.
Nozomi Kasaki (傘木 希美 Kasaki Nozomi)
Lồng tiếng bởi: Nao Tōyama (tiếng Nhật), Stephanie Sheh (Liz and the Blue Bird) (tiếng Việt)
Nozomi là một sinh viên năm hai chơi sáo. Cô ấy đã rời khỏi ban nhạc trong năm đầu tiên của mình.
Takuya Gotou (後藤 卓也 Gotō Takuya)
Lồng tiếng bởi: Kenjiro Tsuda (tiếng Nhật), Patrick Seitz (Our Promise: A Brand New Day) (tiếng Việt)
Một sinh viên năm thứ hai là một thanh niên cao ráo, điềm đạm và ít nói. Anh ấy chơi tuba và sousaphone.
Riko Nagase (長瀬 梨子 Nagase Riko)
Lồng tiếng bởi: Miyuki Kobori (tiếng Nhật), Lauren Landa (Our Promise: A Brand New Day) (tiếng Việt)
Một sinh viên năm hai và bạn gái của Takuya. Cô cũng chơi tuba và sousaphone.
Tomoe Kabe (加部友恵 Kabe Tomoe)
Lồng tiếng bởi: Azusa Tadokoro (tiếng Nhật), Erika Harlacher (Our Promise: A Brand New Day) (tiếng Việt)
Một sinh viên năm thứ hai chơi kèn. Vào năm thứ ba, cô được giao nhiệm vụ cùng với Kumiko hướng dẫn và quản lý các thành viên mới năm nhất của ban nhạc.
Keina Iwata (岩田慧菜 Iwata Keina)
Một sinh viên năm thứ hai chơi trombone. Trong năm thứ ba, cô ấy chơi bass trombone và trở thành trưởng nhóm trombone.
Miyoko Ohno (大野 美代子 Ohno Miyoko)
Một sinh viên năm thứ hai là nghệ sĩ bộ gõ với vai trò là người chơi timpani. Cô ấy cũng có thể chơi đàn hạc.

### Học sinh năm ba
Haruka Ogasawara (小笠原 晴香 Ogasawara Haruka)
Lồng tiếng bởi: Saori Hayami (tiếng Nhật), Allegra Clark (Our Promise: A Brand New Day) (tiếng Việt)
Haruka là một sinh viên năm ba và là chủ tịch của ban nhạc hòa nhạc. Cô chơi saxophone baritone và dẫn dắt phần saxophone. Cô ấy là một nhân vật có tư tưởng mạnh mẽ, nhưng lại có lòng tự trọng thấp.
Kaori Nakaseko (中世古 香織 Nakaseko Kaori)
Lồng tiếng bởi: Minori Chihara (tiếng Nhật), Ryan Bartley (Our Promise: A Brand New Day) (tiếng Việt)
Kaori là sinh viên năm ba. Cô ấy có mái tóc đen sâu và tính cách dịu dàng, khiến cô ấy trở nên khá nổi tiếng trong ban nhạc. Cô ấy chơi kèn và là trưởng nhóm, ngoài ra còn là kế toán của ban nhạc.
Aoi Saitou (斎藤 葵 Saitō Aoi)
Lồng tiếng bởi: Yōko Hikasa
Aoi là bạn thời thơ ấu của Kumiko, hơn cô hai tuổi. Cả hai thường chơi cùng nhau, vì họ sống trong cùng một khu phố. Cô và Kumiko rời xa nhau ở trường trung học cơ sở. Họ được tái hợp trong ban nhạc hòa nhạc, mặc dù họ không nói chuyện nhiều. Cô ấy chơi kèn saxophone tenor. Cô rời nhóm để tập trung cho kỳ thi vào đại học của mình.
Hirone Torizuka (鳥塚 ヒロネ Torizuka Hirone)
Một sinh viên năm ba là người điều hành buổi hòa nhạc và trưởng nhóm kèn clarinet.
Kotoko Himegami (姫神 琴子 Himegami Kotoko)
Một sinh viên năm ba, người dẫn đầu phần thổi sáo và piccolo.
Juri Sawada (沢田 樹里 Sawada Juri)
Một sinh viên năm thứ ba, người dẫn đầu phần còi.
Hideri Noguchi (野口 ヒデリ Noguchi Hideri)
Một sinh viên năm thứ ba, người dẫn đầu phần chơi trombone.
Narai Tanabe (田邊 名来 Tanabe Narai)
Một sinh viên năm ba, người dẫn đầu phần bộ gõ. Anh ấy chơi trống bẫy và bộ trống. Biệt danh của anh ấy là "Knuckle".
Raina Kitamura (喜多村 来南 Kitamura Raina)
Một sinh viên năm ba dẫn đầu phần bassoon và oboe. Cô ấy chơi bassoon.
Shouko Hagiwara (萩原 笙子 Hagiwara Shōko)
Một sinh viên năm ba là nhiếp ảnh gia của ban nhạc. Cô ấy chơi kèn clarinet.
Yoriko Souga (雑賀 頼子 Sōga Yoriko)
Một sinh viên năm thứ ba là thủ thư bản nhạc của ban nhạc. Cô ấy chơi piccolo.
Tsune Watanabe (渡辺 つね Watanabe Tsune)
Một sinh viên năm thứ ba là điều phối viên cựu sinh viên của ban nhạc. Cô ấy thổi sáo. Biệt danh của cô ấy là "Chabudai" (ちゃぶ台, lit. "Small table").
Raimu Okamoto (岡本 来夢 Okamoto Raimu)
Một sinh viên năm ba chơi saxophone alto. Lá bùa may mắn của cô ấy viết "L.O."
Hitoshi Usui (臼井 ひとし Usui Hitoshi)
Một sinh viên năm ba chơi kèn clarinet trầm.
Mei Taura (田浦愛衣 Taura Mei)
Một sinh viên năm ba chơi trombone. Cô ấy và Hideri đang hẹn hò.

### Học sinh năm nhất mới
Kanade Hisaishi (久石 奏 Hisaishi Kanade)
Lồng tiếng bởi: Sora Amamiya (tiếng Nhật), Christine Marie Cabanos (tiếng Việt)
Một sinh viên năm nhất mới chơi euphonium. Cô ấy gây ấn tượng tốt cho tất cả những ai gặp cô, nhưng có một mặt ẩn trong tính cách luôn lịch thiệp của cô ấy.
Mirei Suzuki (鈴木 美玲 Suzuki Mirei)
Lồng tiếng bởi: Ayaka Nanase (tiếng Nhật), Katelyn Gault (tiếng Việt)
Một sinh viên năm nhất mới chơi tuba và khá cao. Cô ấy coi mọi thứ rất nghiêm túc và hơi chống đối xã hội.
Satsuki Suzuki (鈴木 さつき Suzuki Satsuki)
Lồng tiếng bởi: Misaki Kuno (tiếng Nhật), Xanthe Huynh (tiếng Việt)
Một sinh viên năm nhất mới chơi tuba và khá lùn. Giống như Hazuki, cô ấy rất thân thiện.
Motomu Tsukinaga (月永 求 Tsukinaga Motomu)
Lồng tiếng bởi: Shimba Tsuchiya (tiếng Nhật), Lucien Dodge (tiếng Việt)
Một sinh viên năm nhất mới chơi bass đôi. Anh ấy ghét bị gọi bằng họ của mình.

### Nhân vật khác
Michie Matsumoto (松本 美知恵 Matsumoto Michie)
Lồng tiếng bởi: Aya Hisakawa (tiếng Nhật), Cindy Robinson (Our Promise: A Brand New Day)  (tiếng Việt)
Michie là giáo viên chủ nhiệm của Kumiko và là phó cố vấn của ban nhạc hòa tấu. Cô được biết đến như một giáo viên đáng sợ.
Mamiko Oumae (黄前 麻美子 Ōmae Mamiko)
Lồng tiếng bởi: Manami Numakura
Mamiko là chị gái của Kumiko. Cô ấy là một sinh viên đại học và là một người chơi trombone.
Akiko Oumae (黄前 明子 Ōmae Akiko)
Lồng tiếng bởi: Haruhi Nanao
Akiko là mẹ của Kumiko và Mamiko. Tên cô ấy không được đề cập trong tiểu thuyết gốc.
Akemi Tanaka (田中 明美 Tanaka Akemi)
Lồng tiếng bởi: Kumiko Watanabe
Akemi là mẹ của Asuka. Cô ấy đã cố gắng làm cho Asuka rời khỏi ban nhạc.
Azusa Sasaki (佐々木 梓 Sasaki Azusa)
Lồng tiếng bởi: Azusa Tadokoro
Azusa là bạn của Kumiko từ thời trung học cơ sở Rikka High School (立華高校 Rikka Kōkō), được biết đến với ban nhạc diễu hành. Cô ấy chơi trombone. Cô ấy là nhân vật chính của tiểu thuyết spinoff lấy Rikka làm trung tâm.
Kohaku Kawashima (川島 琥珀 Kawashima Kohaku)
Lồng tiếng bởi: Haruka Chisuga
Kohaku là em gái của Sapphire. Cô ấy là một nhân vật được tạo ra cho loạt phim truyền hình anime và xuất hiện trong tập thứ tám. Tên của cô ấy có nghĩa là "hổ phách" trong tiếng Nhật.
Masahiro Hashimoto (橋本 真博 Hashimoto Masahiro)
Lồng tiếng bởi: Yuichi Nakamura (tiếng Nhật), Mike Pollock (Liz and the Blue Bird); Patrick Seitz (Our Promise: A Brand New Day)  (tiếng Việt)
Một chuyên gia bộ gõ và là bạn lâu năm của Noboru Taki.
Satomi Niiyama (新山 聡美 Niiyama Satomi)
Lồng tiếng bởi: Houko Kuwashima (tiếng Nhật), Ryan Bartley (tiếng Việt)
Một chuyên gia về nhạc cụ gió và là bạn lâu năm của Noboru Taki.
Masakazu Shindo (進藤 正和 Shindō Masakazu)
Shindo là cha của Asuka. Cha mẹ của Asuka ly hôn khi Asuka được hai tuổi. Anh ấy là một người theo chủ nghĩa hưng phấn nổi tiếng và là tác giả của cuốn sách Fun Euphonium (たのしい ユーフォニアム Tanoshī Yūfoniamu) dành cho những người mới bắt đầu chơi điện tử. Khi Asuka học lớp một, anh ấy đã gửi cho cô ấy cuốn euphonium mà cô ấy hiện đang chơi và một cuốn sổ ghi đầy những mẩu euphonium có tựa đề Sound! Euphonium (響け! ユーフォニアム Hibike! Yūfoniamu).